# 417955 Mallama
417955 Mallama è un asteroide della fascia principale. Scoperto nel 2007, presenta un'orbita caratterizzata da un semiasse maggiore pari a 3,4345171 au e da un'eccentricità di 0,0960845, inclinata di 8,61019° rispetto all'eclittica.